# Västgötska
Västgötska är ett samlingsnamn på de svenska dialekter som talas i Västergötland. Västgötska räknas till götamålen och präglas av påverkan från väster och i viss mån söderifrån. Influenser österifrån har varit mer begränsade, med Tiveden och Vättern som kommunikationshinder. Landskapet är kärnområde i ett större språkutvecklingsområde som även innefattar Dalsland och Värmland.

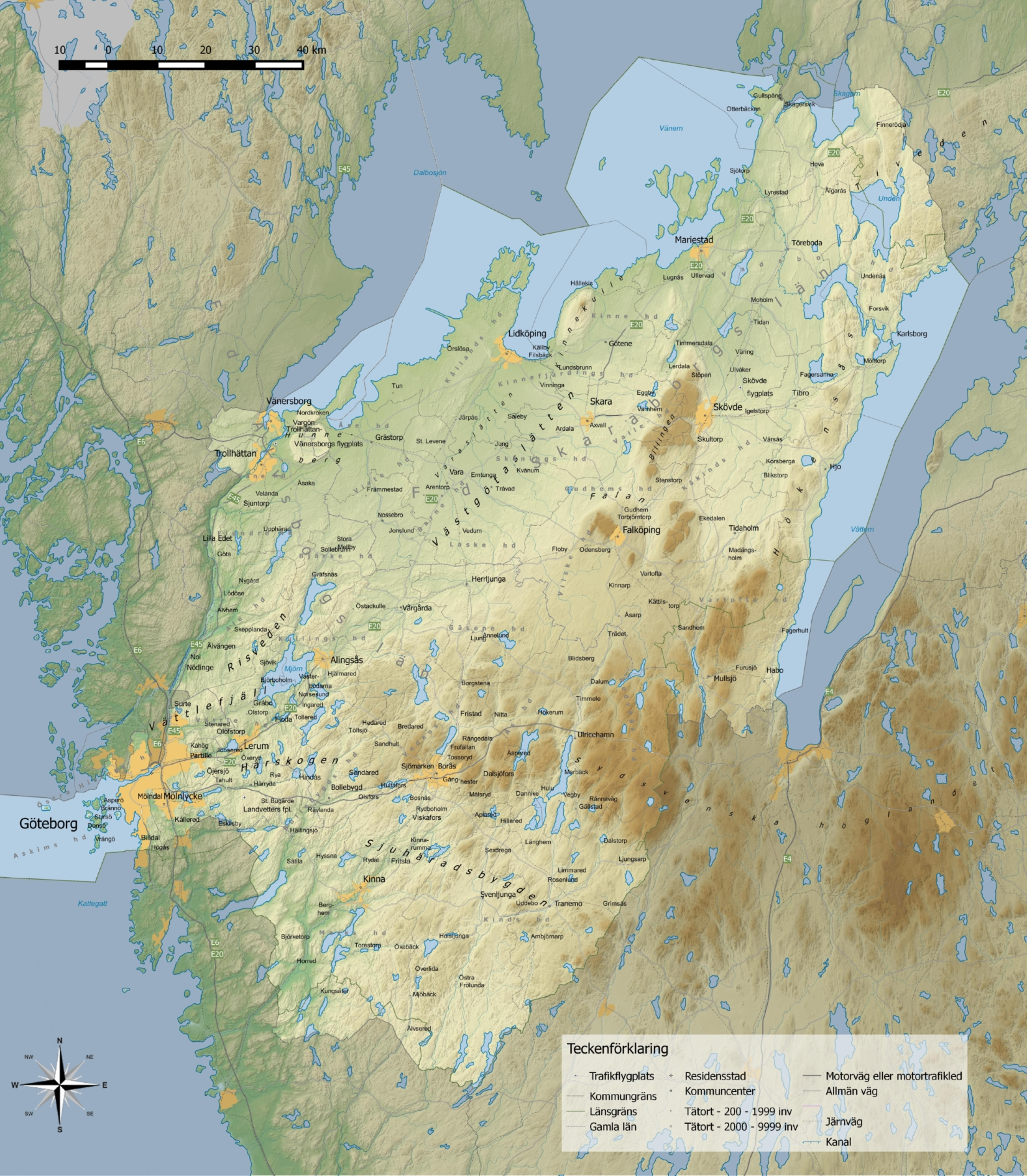
Västergötland

## Kännetecken
Uttalet av r sker enligt götaregeln i hela landskapet, utom i några härader vid Göta älv som har genomgående tungspets-r. Götaregeln innebär i princip att r inne i ord uttalas med tungspets-r på samma sätt som i rikssvenska. I början av ord uttalas r däremot med ett kort tungrots-r, vilket ger två olika r-ljud i ord som röra. I sammansättningar som "bonnröta" och "orolig" används tungsrots-r. Tungrots-r används även vid långa r-ljud, i ord som borra och kärra. Också r som inleder tryckstarka stavelser, som i "direkt" och "mejeri", uttalas med bakre r. 
Ett exempel på språkutveckling som har kommit västerifrån är uttalet av "mp", "nk", "nt" som blir pp, ck, tt, till exempel i "kramp" → krapp och "brant" → bratt. De här förändringarna förekommer i hela landskapet, liksom i Värmland och delar av Norrland. Assimilationen förekommer däremot inte mellan två vokaler, som i klampa och glänta. De är ovanligare i öster och är allra vanligast i de härader som ligger längs Göta älv. Från väster kommer även utvecklingen u → o i ord som "bro" → bru och "ko" → ku.
En förändring som troligen uppstått i Västergötland och spridits därifrån söderut är sänkningen av i och y till e respektive ö, i ord som söster (syster) och fesk (fisk). I väster och norr bibehålls uttalet av i och y framför m och n följt av ännu en konsonant, som i simma och mynt.
Uttalet vilar ofta på vokaler medan konsonanter stöts fram. Man kan "vila" på vokaler i slutet av ord: "vo-ka-leer", vilket i sin tur medför att "er" i slutet av ord får en viss dragning till "är": "vo-ka-lär". 
Det snabba uttalet av konsonanter leder till att konsonanter faller bort om de står bredvid varandra. Västgöten säger Li-kö-ping och inte "Lidköping". Även tenderar bokstaven g att bli till ett k, till exempel få-klar istället för "fåglar" och mek i stället för "mig". 
Ändelsen -er eller -r används när adjektiv genusböjs, vilket kan jämföras med isländskan eller färöiskan där maskulinändelsen är -ur. Det heter alltså gröner, later och tjocker istället för "grön", "lat", "tjock", och hongrier, riktier och rolier (från grundformerna hongri, rikti och roli) istället för "hungrig", "riktig" och "rolig". Det är helt enkelt fråga om den gamla fornsvenska maskulinändelsen som hänger kvar, men med den egenheten att den används i både maskulinum och femininum – det vill säga i utrum. 
Den feminina ändelsen -a på substantiv i bestämd form används ofta (som i norska) i stället för rikssvenskans -en, till exempel sola istället för ”solen” och räva istället för ”röven” (som även visar prov på en vokalglidning – alltså kroppsdelen och inte ett djur).
Det finns många lokala uttal. Till exempel uttalas i Lidköpingstrakten "gubbe", "stubbe" och "dum" som gåbbe, ståbbe och dåm medan man i Skara två mil bort uttalar orden med "u", till och med med mer utpräglat "u" än i rikssvenskan där "u" i dessa fall tenderar att dra mot "ö".

## Forskare och bevarare
En stor insats för att bevara västgötskan för eftervärlden utfördes av folkskolläraren Sixten Bengtsson (mer känd som Västgöta-Bengtsson). Bland språkforskare som bidragit finns Sven Hof, Per Arvid Säve, Sven Lampa, Samuel Landtmanson och Johan Götlind. Därtill finns många som diktat på västgötska, till exempel signaturerna Jönn (John Liedholm) och Caps (Paridon Sahlberg). Det finns även ett antal underhållare som pratar västgötska i en del av sina sketcher, till exempel Galenskaparna, Robert Gustafsson och Eddie Meduza.